# 望你早歸
《望你早歸》（台羅：Bāng Lí Tsá Kui）為台灣戰後一首十分知名的台語歌曲，由楊三郎作曲、那卡諾作詞，原唱者為紀露霞。其曲調悲情哀傷，婉轉動人，歌詞是一個女子向月亮祈求心上人由遠方歸來，並以牛郎織女自比，當時為1946年台灣光復之際，被解讀為是臺灣人期待因二次大戰滯留海外的臺籍日本兵早日卸甲歸田平安回來的心境。
在1980年代美麗島事件後，美麗島政治受難者被捕入獄，家屬紛紛參與選舉，〈望你早歸〉則更因被使用在競選活動中，廣為傳唱。本曲在臺灣戒嚴與白色恐怖時期，與《補破網》、《望春風》、《黃昏的故鄉》、《媽媽請你也保重》並列臺獨及黨外勢力的五大名曲。
臺灣民主化後，依然膾炙人口，諸如鄧麗君、江蕙、江淑娜、鳳飛飛、余天、洪榮宏、孫淑媚、秀蘭瑪雅等知名歌手重新詮釋，是臺語流行歌曲的經典之作，與《補破網》、《杯底不通飼金魚》、《燒肉粽》，被稱為臺灣戰後四大名曲。

## 創作背景與簡介
1946年，中央廣播電台接收台北放送局，由呂泉生擔任演藝股股長，楊三郎也組樂隊加入。在呂泉生的鼓勵與那卡諾的歌詞創作鼓舞之下，楊三郎譜出此首名曲。回歸的台灣社會充斥著期盼台籍日本兵返台的氛圍，因此《望你早歸》一經發表後，立刻造成轟動。《望你早歸》屬於繼日治中後期之後的第二代台語流行音樂，那卡諾以散文而無押韻的「新式」作詞方式創作，在當時十分罕見。

## 與台灣民主運動的關聯
《望你早歸》 在不同時期的台灣被賦予不同意義。創作的1946年，雖然先前日本投降，二次大戰已結束，但還有許多臺籍日本兵還在海外，尚未被遣返，這首歌被視為等待想念的人而唱的歌曲。
白色恐怖時期，許多出身政治受難者家庭的黨外運動人士如蘇治芬等人，時常演唱〈望你早歸〉。
1979年，邱垂貞與呂秀蓮、林二挑選出12首臺灣歌謠於1979年12月8日錄製專輯《台灣的歌》，其中包含〈望你早歸〉。《台灣的歌》於兩天後的12月10日高雄「人權之夜」遊行活動現場販賣，蘇治芬也現場演唱〈望你早歸〉。此後《台灣的歌》演唱者被中華民國政府通緝，邱垂貞向警備總部投案後以「美麗島康樂幹事」的頭銜判刑5年。
美麗島事件之後，許多黨外運動人士被捕入獄。其中周清玉因丈夫姚嘉文身陷囹圄，於隔年競選國大代表，以本曲作為競選的宣傳歌曲。
林宅血案發生後，稚女與婆婆枉死的方素敏參選增額立委，就在自辦政見會上獨唱本曲，期待獄中的夫婿林義雄能平安回家，終獲高票當選，造就了「方素敏旋風」，而這首「望你早歸」也增添了台灣民主運動的意義。